# Високи комесаријат Уједињених нација за избеглице
Високи комесаријат Организације уједињених нација за избеглице (енгл. United Nations High Commissioner for Refugees, UNHCR), такође познат као Агенција за избеглице Организације уједињених нација (енгл. United Nations Refugee Agency, UN Refugee Agency), јесте основан 1950. године у Женеви од стране Генералне скупштине Организације уједињених нација с циљем обезбеђивања међународне заштите и помоћи избеглицама.
Примарни циљ је заштита права избеглица и њихова свакодневна добробит, што се постиже обезбеђивањем права на избеглички статус, добровољни повратак, локалну интеграцију или трајно насељење у некој трећој земљи. Своје активности спроводи у сарадњи са владама земаља чланица широм света.
UNHCR је данас једна од кључних светских хуманитарних агенција. Њено особље броји више од 5.000 оних који пружају помоћ броју од 19,8 милиона људи у више од 120 земаља. Током више од пола века свога рада, ова агенција је помогла најмање 50 милиона људи, што јој је донело две Нобелове награде за мир — 1954. и 1981. године.
Високи представник UNHCR-а од 2016. године је Филипо Гранди.

## Мандат
Организација UNHCR је основана 14. децембра 1950. године као наследник раније Управе Уједињених нација за помоћ и рехабилитацију. Агенција има мандат да води и координира међународне активности на заштити избеглица и да решава проблеме избеглица широм света. Њена основна сврха је да заштити права и добробит избеглица. Труди се да осигура да свако може да оствари право да затражи азил и нађе безбедно уточиште у другој држави, уз могућност да се врати кући добровољно, интегрише у локалној средини или да се пресели у трећу земљу.
UNHCR-ов мандат је постепено проширен на заштиту и пружање хуманитарне помоћи особама које описује као друга лица „од интереса“, што укључује и интерно расељена лица која се уклапају у правну дефиницију избеглица из Конвенције Уједињених нација о статусу избеглица из 1951 и Протокола из 1967, Конвенције Организација афричког јединства из 1969, или неког другог уговора, ако су напустили своју постојбину, али су тренутно и даље у својој земљи порекла. UNHCR тренутно има велике мисије у Либану, Јужном Судану, Чаду / Дарфуру, Демократској Републици Конго, Ираку, Авганистану, као и у Кенији у којој учествује у помоћи и пружању услуга интерно расељеним лицима и избеглицама.

## Лица од интереса за
Почев од 1. јануара 2007, UNHCR је пријавио укупно 21 018 589 особа које потпадају у оквире њиховог мандата.
- 7 979 251 у Азији, од чега је:
  - 2 580 638 на Блиском истоку
  - 2 974 315 у југоисточној Азији
  - 218 584 у средњој Азији
  - 1 304 189 у јужној Азији
  - 901 525 у источној Азији и Пацифику
- 4 740 392 у Европи, од чега је:
  - 1 617 214 у источној Европи
  - 708 132 у југоисточној Европи
  - 616 132 у средњој Европи и балтичким државама
  - 1 798 914 у западној Европи
- 5 069 123 у Африци, од чега је:
  - 1 359 175 у централној Африци и регији Великих језера
  - 2 105 314 у источној Африци
  - 1 031 030 у западној Африци
  - 434 427 у региону јужне Африке
  - 139 177 у северној Африци
- 3 229 822 у Америци, од чега је:
  - 717 545 у Северној Америци и на Карибима
  - 2 512 277 у Јужној Америци

## Високи комесари UNHCR-a
- Фридтјоф Хансен  Норвешка, (1922—1927) као високи комесар Друштва народа
- Герт Јан ван Хеувен Гедхарт  Холандија, (1951—1956)
- Феликс Шнајдер  Швајцарска, (1956—1960)
- Принц Садрудин Ага Кан  Иран, (1965—1978)
- Пол Хартинг  Данска, (1978—1985)
- Жан Пјер Хоке  Швајцарска, (1986—1989)
- Торвалд Столтенберг  Норвешка, (јануар — новембар 1990)
- Садако Огата  Јапан, (1990—2001)
- Руд Луберс  Холандија, (2001—2005)
- Венди Чемберлен  САД, (фебруар — јун 2005)
- Антонио Гутерес  Португалија, (2005—2015)
- Филипо Гранди  Италија, (2016 — данас)

## Амбасадори добре воље UNHCR-a
је такође представљен бројним амбасадорима добре воље -а, а амбасадори су тренутно: Барбара Хендрикс, Адел Имам, Анђелина Жоли, Ђорђо Армани, Борис Трајанов, Џулиен Клерк, Џорџ Даларас, Освалдо Лапорт, Халед Хосеини, Хесус Васкез и Муазиз Ерзои.
Неки од бивших амбасадора добре воље UNHCR-а били су: Ричард Бартон, Џејмс Мејсон, Софија Лорен, Назиа Хасан, Ђорђе Балашевић.